# Nepeta
Nepeta es un género de plantas labiadas, conocidas por su efecto estimulador de los receptores para feromonas de los gatos.
El género procede de Europa, Asia y África, si bien su mayor diversidad está en la zona Mediterránea Oriental. La mayoría de las especies poseen porte herbáceo, perennes, pero existen anuales. Las flores son blancas, azules, rosas o lilas, con puntos morados, y se agrupan en los ápices caulinares.

## Especies principales
- Nepeta agrestis Loisel. 1827
- Nepeta camphorata
- Nepeta cataria L. 1753
- Nepeta curviflora
- Nepeta xfaassenii Bergmans ex Stearn 1950
- Nepeta grandiflora M. Bieb. 1808
- Nepeta latifolia DC. 1805
- Nepeta nepetella L. 1759
- Nepeta nuda L. 1753
- Nepeta parnassica Heldr. & Sart.
- Nepeta racemosa
- Nepeta sibirica L. 1753

## Sinonimia
Sinonimias de nepeta son:
- Cataria Adans., Fam. Pl. 2: 192 (1763).
- Saccilabium Rottb., Acta Lit. Univ. Hafn. 1: 294 (1778).
- Saussuria Moench, Methodus: 388 (1794).
- Oxynepeta Bunge, Mém. Acad. Imp. Sci. Saint Pétersbourg, Sér. 7, 21(1): 58 (1878).
- Schizonepeta (Benth.) Briq. in H.G.A.Engler & K.A.E.Prantl, Nat. Pflanzenfam. 4(3a): 235 (1896).
- Afridia Duthie, J. Bombay Nat. Hist. Soc. 11: 696 (1898).
- Pitardia Batt. ex Pit., Contr. Fl. Maroc: 31 (1918).[1]

## Fitoquímica
Se han aislado abietanos (7-Abieteno-14,18-dioles), como el netidiol B de Nepeta teydea.